# Samenstelling Belgische Senaat 1965-1968
De lijst van leden van de Belgische Senaat van 1965 tot 1968. De Senaat telde toen 179 zetels. Op 23 mei 1965 werden 106 senatoren rechtstreeks verkozen. Het nationale kiesstelsel was in die periode gebaseerd op algemeen enkelvoudig stemrecht voor alle Belgen van 21 jaar en ouder, volgens een systeem van evenredige vertegenwoordiging op basis van de Methode-D'Hondt, gecombineerd met een districtenstelsel. Daarnaast waren er ook 48 provinciale senatoren, aangeduid door de provincieraden en 24 gecoöpteerde senatoren. Tevens was er een senator van rechtswege.
De legislatuur liep van 10 juni 1965 tot 29 februari 1968. Tijdens deze legislatuur waren achtereenvolgens de regering-Harmel (juli 1965 - maart 1966) en de regering-Vanden Boeynants I (maart 1966 - juli 1968) in functie. De regering-Harmel steunde op een meerderheid van christendemocraten (CVP-PSC) en socialisten (BSP-PSB), de regering-Vanden Boeynants I op een meerderheid van christendemocraten (CVP-PSC) en liberalen (PVV-PLP). De oppositie bestond uit PVV-PLP (tot maart 1966), BSP-PSB (vanaf maart 1966), Volksunie, FDF en KPB-PCB.

## Samenstelling
| Fractie | Fractie   | Rechtstr. | Prov. | Gec. | Totaal |
| ------- | --------- | --------- | ----- | ---- | ------ |
|         | CVP-PSC   | 44        | 22    | 11   | 77     |
|         | BSP-PSB   | 31        | 13    | 7    | 51     |
|         | PVV-PLP   | 23        | 11    | 6    | 40     |
|         | Volksunie | 4         | 1     | 0    | 5      |
|         | KPB-PCB   | 3         | 1     | 0    | 4      |
|         | FDF       | 1         | 0     | 0    | 1      |

## Lijst van de senatoren
| Senator                       | Partij    | Aanduiding                   | Kieskring                                   | Provincie       | Opmerkingen |
| ----------------------------- | --------- | ---------------------------- | ------------------------------------------- | --------------- | --- |
| Aloïs Sledsens                | CVP-PSC   | Rechtstreeks gekozen senator | Antwerpen                                   | -               | Voorzitter van de commissie Landbouw. |
| Paul Akkermans                | CVP-PSC   | Rechtstreeks gekozen senator | Antwerpen                                   | -               | |
| Carlos De Baeck               | CVP-PSC   | Rechtstreeks gekozen senator | Antwerpen                                   | -               | |
| Renaat Van Bulck              | CVP-PSC   | Rechtstreeks gekozen senator | Antwerpen                                   | -               | |
| Roger Dekeyzer                | BSP-PSB   | Rechtstreeks gekozen senator | Antwerpen                                   | -               | |
| Hubert Wyn                    | BSP-PSB   | Rechtstreeks gekozen senator | Antwerpen                                   | -               | |
| Maurice Dequeecker            | BSP-PSB   | Rechtstreeks gekozen senator | Antwerpen                                   | -               | |
| Albert Lilar                  | PVV-PLP   | Rechtstreeks gekozen senator | Antwerpen                                   | -               | |
| Robert Roosens                | Volksunie | Rechtstreeks gekozen senator | Antwerpen                                   | -               | |
| Henricus Ballet               | Volksunie | Rechtstreeks gekozen senator | Antwerpen                                   | -               | |
| Jozef Van In                  | CVP-PSC   | Rechtstreeks gekozen senator | Mechelen-Turnhout                           | -               | |
| August De Boodt               | CVP-PSC   | Rechtstreeks gekozen senator | Mechelen-Turnhout                           | -               | Voorzitter van de commissie Landsverdediging. |
| Henri Van Doninck             | CVP-PSC   | Rechtstreeks gekozen senator | Mechelen-Turnhout                           | -               | Secretaris. |
| Constant De Clercq            | CVP-PSC   | Rechtstreeks gekozen senator | Mechelen-Turnhout                           | -               | |
| Frans Houben                  | BSP-PSB   | Rechtstreeks gekozen senator | Mechelen-Turnhout                           | -               | |
| Jan Roelants                  | BSP-PSB   | Rechtstreeks gekozen senator | Mechelen-Turnhout                           | -               | |
| Herman Vanderpoorten          | PVV-PLP   | Rechtstreeks gekozen senator | Mechelen-Turnhout                           | -               | |
| Karel Van Cauwelaert de Wyels | CVP-PSC   | Rechtstreeks gekozen senator | Brussel                                     | -               | |
| Paul Struye                   | CVP-PSC   | Rechtstreeks gekozen senator | Brussel                                     | -               | Parlementsvoorzitter en voorzitter van de commissie Buitenlandse Zaken. |
| Emiel De Winter               | CVP-PSC   | Rechtstreeks gekozen senator | Brussel                                     | -               | |
| Richard Beauthier             | CVP-PSC   | Rechtstreeks gekozen senator | Brussel                                     | -               | |
| Victor Nieuwborg              | CVP-PSC   | Rechtstreeks gekozen senator | Brussel                                     | -               | |
| Edmond Machtens               | BSP-PSB   | Rechtstreeks gekozen senator | Brussel                                     | -               | Quaestor. |
| Jacques Franck                | BSP-PSB   | Rechtstreeks gekozen senator | Brussel                                     | -               | |
| Isidoor Trappeniers           | BSP-PSB   | Rechtstreeks gekozen senator | Brussel                                     | -               | |
| Joseph Wiard                  | BSP-PSB   | Rechtstreeks gekozen senator | Brussel                                     | -               | Voorzitter van de commissie Middenstand. |
| Piet Vermeylen                | BSP-PSB   | Rechtstreeks gekozen senator | Brussel                                     | -               | |
| Norbert Hougardy              | PVV-PLP   | Rechtstreeks gekozen senator | Brussel                                     | -               | Ondervoorzitter vanaf 14 november 1967. |
| Joseph De Grauw               | PVV-PLP   | Rechtstreeks gekozen senator | Brussel                                     | -               | Voorzitter van de commissie Volksgezondheid. |
| Charles Moureaux              | PVV-PLP   | Rechtstreeks gekozen senator | Brussel                                     | -               | |
| Albert Snyers d'Attenhoven    | PVV-PLP   | Rechtstreeks gekozen senator | Brussel                                     | -               | |
| Jan Bascour                   | PVV-PLP   | Rechtstreeks gekozen senator | Brussel                                     | -               | |
| Marcel Barzin                 | PVV-PLP   | Rechtstreeks gekozen senator | Brussel                                     | -               | |
| André Lagasse                 | FDF       | Rechtstreeks gekozen senator | Brussel                                     | -               | |
| Gaston Eyskens                | CVP-PSC   | Rechtstreeks gekozen senator | Leuven                                      | -               | |
| André Lagae                   | CVP-PSC   | Rechtstreeks gekozen senator | Leuven                                      | -               | |
| Leopold Decoux                | BSP-PSB   | Rechtstreeks gekozen senator | Leuven                                      | -               | |
| Omer Vanaudenhove             | PVV-PLP   | Rechtstreeks gekozen senator | Leuven                                      | -               | |
| Roger Pilloy                  | PVV-PLP   | Rechtstreeks gekozen senator | Nijvel                                      | -               | Vervangt vanaf 14 november 1967 de overleden Pierre Warnant. Warnant was tot aan zijn dood op 13 oktober 1967 ondervoorzitter en voorzitter van de commissie Economische Zaken. |
| Jean Verstappen               | KPB-PCB   | Rechtstreeks gekozen senator | Nijvel                                      | -               | Vervangt vanaf 29 juli 1965 de overleden Gustave Dutrieux. |
| Albert Bogaert                | CVP-PSC   | Rechtstreeks gekozen senator | Brugge                                      | -               | |
| Walter Simoens                | CVP-PSC   | Rechtstreeks gekozen senator | Brugge                                      | -               | |
| Omaar Carpels                 | BSP-PSB   | Rechtstreeks gekozen senator | Brugge                                      | -               | |
| Jan Piers                     | CVP-PSC   | Rechtstreeks gekozen senator | Veurne-Diksmuide-Oostende                   | -               | |
| Raymond Miroir                | BSP-PSB   | Rechtstreeks gekozen senator | Veurne-Diksmuide-Oostende                   | -               | |
| Robert De Man                 | CVP-PSC   | Rechtstreeks gekozen senator | Roeselare-Tielt                             | -               | Quaestor. |
| Raphaël Lecluyse              | CVP-PSC   | Rechtstreeks gekozen senator | Roeselare-Tielt                             | -               | |
| Albert De Clerck              | CVP-PSC   | Rechtstreeks gekozen senator | Kortrijk-Ieper                              | -               | |
| Jeroom Stubbe                 | CVP-PSC   | Rechtstreeks gekozen senator | Kortrijk-Ieper                              | -               | Secretaris. |
| Armand De Rore                | BSP-PSB   | Rechtstreeks gekozen senator | Kortrijk-Ieper                              | -               | |
| Hilaire Lahaye                | PVV-PLP   | Rechtstreeks gekozen senator | Kortrijk-Ieper                              | -               | Secretaris en vanaf 5 april 1966 voorzitter van de commissie Ontwikkelingssamenwerking en Buitenlandse Handel.                                                                  |
| Geeraard Van den Daele        | CVP-PSC   | Rechtstreeks gekozen senator | Gent-Eeklo                                  | -               | |
| Oktaaf Scheire                | CVP-PSC   | Rechtstreeks gekozen senator | Gent-Eeklo                                  | -               | |
| André Dua                     | CVP-PSC   | Rechtstreeks gekozen senator | Gent-Eeklo                                  | -               | |
| Gaston Crommen                | BSP-PSB   | Rechtstreeks gekozen senator | Gent-Eeklo                                  | -               | Ondervoorzitter. |
| Laurent Merchiers             | PVV-PLP   | Rechtstreeks gekozen senator | Gent-Eeklo                                  | -               | Voorzitter van de commissie Verkeerswezen en PTT. |
| Leo Elaut                     | Volksunie | Rechtstreeks gekozen senator | Gent-Eeklo                                  | -               | |
| Liban Van Laeys               | CVP-PSC   | Rechtstreeks gekozen senator | Dendermonde-Sint-Niklaas                    | -               | |
| Albert Smet                   | CVP-PSC   | Rechtstreeks gekozen senator | Dendermonde-Sint-Niklaas                    | -               | |
| Bernard Van Hoeylandt         | BSP-PSB   | Rechtstreeks gekozen senator | Dendermonde-Sint-Niklaas                    | -               | |
| Gerard De Paep                | Volksunie | Rechtstreeks gekozen senator | Dendermonde-Sint-Niklaas                    | -               | |
| Edmond Coppens                | CVP-PSC   | Rechtstreeks gekozen senator | Oudenaarde-Aalst                            | -               | |
| Antoon Beck                   | CVP-PSC   | Rechtstreeks gekozen senator | Oudenaarde-Aalst                            | -               | |
| Dieudonné Vander Bruggen      | BSP-PSB   | Rechtstreeks gekozen senator | Oudenaarde-Aalst                            | -               | Secretaris. |
| Emile Edouard Cuvelier        | PVV-PLP   | Rechtstreeks gekozen senator | Oudenaarde-Aalst                            | -               | |
| Joseph Oblin                  | CVP-PSC   | Rechtstreeks gekozen senator | Bergen-Zinnik                               | -               | Quaestor. |
| Hyacinthe Harmegnies          | BSP-PSB   | Rechtstreeks gekozen senator | Bergen-Zinnik                               | -               | Quaestor en voorzitter van de commissie Binnenlandse Zaken en Openbaar Ambt. |
| Fernand Delmotte              | BSP-PSB   | Rechtstreeks gekozen senator | Bergen-Zinnik                               | -               | |
| Jacques Jottrand              | PVV-PLP   | Rechtstreeks gekozen senator | Bergen-Zinnik                               | -               | |
| René Noël                     | KPB-PCB   | Rechtstreeks gekozen senator | Bergen-Zinnik                               | -               | |
| Gisèle Wibaut                 | CVP-PSC   | Rechtstreeks gekozen senator | Doornik-Aat-Moeskroen                       | -               | Voorzitter van de commissie Gezinszorg en Huisvesting. |
| Jean Dulac                    | BSP-PSB   | Rechtstreeks gekozen senator | Doornik-Aat-Moeskroen                       | -               | |
| Pierre Descamps               | PVV-PLP   | Rechtstreeks gekozen senator | Doornik-Aat-Moeskroen                       | -               | Quaestor. |
| Paul de Stexhe                | CVP-PSC   | Rechtstreeks gekozen senator | Charleroi-Thuin                             | -               | |
| André Van Cauwenberghe        | BSP-PSB   | Rechtstreeks gekozen senator | Charleroi-Thuin                             | -               | |
| Gaston Hercot                 | BSP-PSB   | Rechtstreeks gekozen senator | Charleroi-Thuin                             | -               | |
| Charles Deliège               | BSP-PSB   | Rechtstreeks gekozen senator | Charleroi-Thuin                             | -               | |
| Marceau Remson                | BSP-PSB   | Rechtstreeks gekozen senator | Charleroi-Thuin                             | -               | |
| Nestor Miserez                | PVV-PLP   | Rechtstreeks gekozen senator | Charleroi-Thuin                             | -               | |
| René Deliège                  | PVV-PLP   | Rechtstreeks gekozen senator | Charleroi-Thuin                             | -               | |
| Henri Moreau de Melen         | CVP-PSC   | Rechtstreeks gekozen senator | Luik                                        | -               | Ondervoorzitter. |
| Alfred Henckaerts             | CVP-PSC   | Rechtstreeks gekozen senator | Luik                                        | -               | |
| Léon-Eli Troclet              | BSP-PSB   | Rechtstreeks gekozen senator | Luik                                        | -               | Voorzitter van de commissie Tewerkstelling, Arbeid en Sociale Voorzorg. |
| Jean Allard                   | BSP-PSB   | Rechtstreeks gekozen senator | Luik                                        | -               | |
| Henri Maisse                  | PVV-PLP   | Rechtstreeks gekozen senator | Luik                                        | -               | Voorzitter van de commissie Ontwikkelingssamenwerking en Buitenlandse Handel tot 19 maart 1966.                                                                                 |
| Albert Strivay                | PVV-PLP   | Rechtstreeks gekozen senator | Luik                                        | -               | |
| Théo Dejace                   | KPB-PCB   | Rechtstreeks gekozen senator | Luik                                        | -               | |
| Georges Housiaux              | BSP-PSB   | Rechtstreeks gekozen senator | Hoei-Borgworm                               | -               | Voorzitter van de commissie Culturele Zaken. |
| Lucien Lambert                | BSP-PSB   | Rechtstreeks gekozen senator | Hoei-Borgworm                               | -               | |
| Albert Baltus                 | CVP-PSC   | Rechtstreeks gekozen senator | Verviers                                    | -               | |
| Pierre Miessen                | BSP-PSB   | Rechtstreeks gekozen senator | Verviers                                    | -               | Vervangt vanaf 22 november 1966 Henri Pontus, die om gezondheidsredenen ontslag neemt.                                                                                          |
| Jean Gillet                   | PVV-PLP   | Rechtstreeks gekozen senator | Verviers                                    | -               | |
| Andries Mondelaers            | CVP-PSC   | Rechtstreeks gekozen senator | Hasselt-Tongeren-Maaseik                    | -               | |
| Cesar Heylen                  | CVP-PSC   | Rechtstreeks gekozen senator | Hasselt-Tongeren-Maaseik                    | -               | |
| Erard de Schaetzen            | CVP-PSC   | Rechtstreeks gekozen senator | Hasselt-Tongeren-Maaseik                    | -               | |
| Abdon Demarneffe              | CVP-PSC   | Rechtstreeks gekozen senator | Hasselt-Tongeren-Maaseik                    | -               | Secretaris. |
| Willem Mesotten               | CVP-PSC   | Rechtstreeks gekozen senator | Hasselt-Tongeren-Maaseik                    | -               | |
| Odilon Knops                  | BSP-PSB   | Rechtstreeks gekozen senator | Hasselt-Tongeren-Maaseik                    | -               | |
| Raoul Vreven                  | PVV-PLP   | Rechtstreeks gekozen senator | Hasselt-Tongeren-Maaseik                    | -               | |
| Pierre Renquin                | CVP-PSC   | Rechtstreeks gekozen senator | Aarlen-Marche-Bastenaken-Neufchâteau-Virton | -               | Vervangt vanaf 8 november 1966 de overleden Philippe Le Hodey. |
| Charles Hanin                 | CVP-PSC   | Rechtstreeks gekozen senator | Aarlen-Marche-Bastenaken-Neufchâteau-Virton | -               | |
| Léon Reuter                   | PVV-PLP   | Rechtstreeks gekozen senator | Aarlen-Marche-Bastenaken-Neufchâteau-Virton | -               | Vervangt vanaf 9 november 1965 de overleden Germain Gilson. |
| Charles Héger                 | CVP-PSC   | Rechtstreeks gekozen senator | Namen-Dinant-Philippeville                  | -               | |
| Albert Cobut                  | CVP-PSC   | Rechtstreeks gekozen senator | Namen-Dinant-Philippeville                  | -               | Vervangt vanaf 2 mei 1967 de overleden Harold d'Aspremont Lynden. |
| Arthur Lacroix                | BSP-PSB   | Rechtstreeks gekozen senator | Namen-Dinant-Philippeville                  | -               | Secretaris. |
| Michel Toussaint              | PVV-PLP   | Rechtstreeks gekozen senator | Namen-Dinant-Philippeville                  | -               | |
| Victor Leemans                | CVP-PSC   | Provinciaal senator          | -                                           | Antwerpen       | Voorzitter van de CVP-PSC-fractie. |
| Octaaf Verboven               | CVP-PSC   | Provinciaal senator          | -                                           | Antwerpen       | |
| Jozef Smedts                  | CVP-PSC   | Provinciaal senator          | -                                           | Antwerpen       | |
| Frans Block                   | BSP-PSB   | Provinciaal senator          | -                                           | Antwerpen       | |
| Jozef Magé                    | BSP-PSB   | Provinciaal senator          | -                                           | Antwerpen       | |
| Karel Poma                    | PVV-PLP   | Provinciaal senator          | -                                           | Antwerpen       | |
| Wim Jorissen                  | Volksunie | Provinciaal senator          | -                                           | Antwerpen       | Voorzitter van de Volksunie-fractie. |
| Justin Peeters                | BSP-PSB   | Provinciaal senator          | -                                           | Brabant         | |
| Charles Willems               | BSP-PSB   | Provinciaal senator          | -                                           | Brabant         | |
| Jean Daman                    | BSP-PSB   | Provinciaal senator          | -                                           | Brabant         | |
| Joseph Moreau de Melen        | PVV-PLP   | Provinciaal senator          | -                                           | Brabant         | Vanaf 14 november 1967 voorzitter van de commissie Economische Zaken. |
| Stanislas De Rijck            | CVP-PSC   | Provinciaal senator          | -                                           | Brabant         | |
| Jean Collin                   | PVV-PLP   | Provinciaal senator          | -                                           | Brabant         | |
| Jean Debucquoy                | CVP-PSC   | Provinciaal senator          | -                                           | Brabant         | |
| Marguerite Jadot              | PVV-PLP   | Provinciaal senator          | -                                           | Brabant         | |
| Robert Houben                 | CVP-PSC   | Provinciaal senator          | -                                           | Brabant         | |
| Gérard Hanssen                | PVV-PLP   | Provinciaal senator          | -                                           | Brabant         | |
| Gerard Vandenberghe           | CVP-PSC   | Provinciaal senator          | -                                           | West-Vlaanderen | |
| Marcel Vandenbussche          | CVP-PSC   | Provinciaal senator          | -                                           | West-Vlaanderen | |
| August Belaen                 | CVP-PSC   | Provinciaal senator          | -                                           | West-Vlaanderen | |
| Marcel Coucke                 | CVP-PSC   | Provinciaal senator          | -                                           | West-Vlaanderen | |
| Hubert De Groote              | BSP-PSB   | Provinciaal senator          | -                                           | West-Vlaanderen | |
| Octave Van den Storme         | CVP-PSC   | Provinciaal senator          | -                                           | Oost-Vlaanderen | Voorzitter van de commissie Openbare Werken. |
| Gilbert Pede                  | CVP-PSC   | Provinciaal senator          | -                                           | Oost-Vlaanderen | |
| Karel Verschelden             | CVP-PSC   | Provinciaal senator          | -                                           | Oost-Vlaanderen | |
| Armand Verspeeten             | BSP-PSB   | Provinciaal senator          | -                                           | Oost-Vlaanderen | |
| Lucien Vanopbroecke           | BSP-PSB   | Provinciaal senator          | -                                           | Oost-Vlaanderen | Vervangt vanaf 7 juli 1965 Renaat Diependaele (Volksunie), wiens verkiezing ongeldig werd verklaard nadat hij door enkele provincieraadsleden beschuldigd werd van omkoping.    |
| Armand De Baer                | PVV-PLP   | Provinciaal senator          | -                                           | Oost-Vlaanderen | |
| Jacques Ligot                 | CVP-PSC   | Provinciaal senator          | -                                           | Henegouwen      | |
| Abel Dubois                   | BSP-PSB   | Provinciaal senator          | -                                           | Henegouwen      | |
| Simon Flamme                  | BSP-PSB   | Provinciaal senator          | -                                           | Henegouwen      | |
| Charles Gendebien             | CVP-PSC   | Provinciaal senator          | -                                           | Henegouwen      | |
| Alphonse Ferret               | PVV-PLP   | Provinciaal senator          | -                                           | Henegouwen      | |
| Georges Beghin                | PVV-PLP   | Provinciaal senator          | -                                           | Henegouwen      | |
| Jean Terfve                   | KPB-PCB   | Provinciaal senator          | -                                           | Luik            | Voorzitter van de KPB-PCB-fractie. |
| Fernand Parmentier            | PVV-PLP   | Provinciaal senator          | -                                           | Luik            | |
| Georges Dejardin              | BSP-PSB   | Provinciaal senator          | -                                           | Luik            | |
| Georges Beauduin              | CVP-PSC   | Provinciaal senator          | -                                           | Luik            | |
| Hubert Leruse                 | BSP-PSB   | Provinciaal senator          | -                                           | Luik            | |
| Hubert Leynen                 | CVP-PSC   | Provinciaal senator          | -                                           | Limburg         | Voorzitter van de commissie Nationale Opvoeding. |
| Joseph Custers                | CVP-PSC   | Provinciaal senator          | -                                           | Limburg         | |
| Frans Robyns                  | CVP-PSC   | Provinciaal senator          | -                                           | Limburg         | |
| Ernest Adam                   | CVP-PSC   | Provinciaal senator          | -                                           | Luxemburg       | |
| Arsène Uselding               | CVP-PSC   | Provinciaal senator          | -                                           | Luxemburg       | |
| Maurice Olivier               | PVV-PLP   | Provinciaal senator          | -                                           | Luxemburg       | |
| Victor Barbeaux               | CVP-PSC   | Provinciaal senator          | -                                           | Namen           | |
| Félix Cuvellier               | BSP-PSB   | Provinciaal senator          | -                                           | Namen           | |
| Victor Billiet                | PVV-PLP   | Provinciaal senator          | -                                           | Namen           | |
| Robert Gillon                 | PVV-PLP   | Gecoöpteerd senator          | -                                           | -               | Voorzitter van de PVV-PLP-fractie. |
| Robert Ancot                  | PVV-PLP   | Gecoöpteerd senator          | -                                           | -               | |
| Pierre Ansiaux                | PVV-PLP   | Gecoöpteerd senator          | -                                           | -               | |
| Pieter Lambrechts             | PVV-PLP   | Gecoöpteerd senator          | -                                           | -               | |
| André Laurent                 | PVV-PLP   | Gecoöpteerd senator          | -                                           | -               | |
| Edgard Van Pé                 | PVV-PLP   | Gecoöpteerd senator          | -                                           | -               | |
| Paul-Willem Segers            | CVP-PSC   | Gecoöpteerd senator          | -                                           | -               | |
| Léon Servais                  | CVP-PSC   | Gecoöpteerd senator          | -                                           | -               | |
| Jean Van Houtte               | CVP-PSC   | Gecoöpteerd senator          | -                                           | -               | Voorzitter van de commissie Financiën. |
| Jacques Hambye                | CVP-PSC   | Gecoöpteerd senator          | -                                           | -               | |
| Gabriël Vandeputte            | CVP-PSC   | Gecoöpteerd senator          | -                                           | -               | |
| Etienne de la Vallée Poussin  | CVP-PSC   | Gecoöpteerd senator          | -                                           | -               | |
| Robert Vandekerckhove         | CVP-PSC   | Gecoöpteerd senator          | -                                           | -               | |
| Paul Herbiet                  | CVP-PSC   | Gecoöpteerd senator          | -                                           | -               | |
| Lucien Martens                | CVP-PSC   | Gecoöpteerd senator          | -                                           | -               | |
| Raphael Hulpiau               | CVP-PSC   | Gecoöpteerd senator          | -                                           | -               | |
| Gerard Gustaaf Philips        | CVP-PSC   | Gecoöpteerd senator          | -                                           | -               | |
| Marcel Busieau                | BSP-PSB   | Gecoöpteerd senator          | -                                           | -               | |
| Henri Cugnon                  | BSP-PSB   | Gecoöpteerd senator          | -                                           | -               | |
| Fernand Dehousse              | BSP-PSB   | Gecoöpteerd senator          | -                                           | -               | |
| Henri Rolin                   | BSP-PSB   | Gecoöpteerd senator          | -                                           | -               | Voorzitter van de BSP-PSB-fractie en voorzitter van de commissie Justitie. |
| Isidoor Smets                 | BSP-PSB   | Gecoöpteerd senator          | -                                           | -               | |
| Elie Van Bogaert              | BSP-PSB   | Gecoöpteerd senator          | -                                           | -               | |
| Louis Rombaut                 | BSP-PSB   | Gecoöpteerd senator          | -                                           | -               | Vervangt vanaf 2 mei 1967 de overleden Jozef Van Cleemput. |
| Albert van België             | -         | Senator van rechtswege       | -                                           | -               | |